# Aéroport Alula Aba Nega
L'aéroport d'Alula Aba Nega (code IATA : MQX, code OACI : HAMK), également connu sous le nom d'aéroport de Mekelle, est l'aéroport desservant Mekele, capitale de la région du Tigré, dans le nord de l'Éthiopie. L'aéroport est situé à 10 km au sud-est de la ville et offre des vols locaux.

## Histoire
Cet aéroport a été construit à la fin des années 1990 pour remplacer un ancien situé à 7 km de Mekele. L'aéroport a été nommé d'après le célèbre chef militaire éthiopien Ras Alula, également connu sous le nom d'Alula Aba Nega. Il est bien connu pour ses batailles contre l'Italie, les Turcs ottomans, l'Égypte et la bataille d'Adwa. L'aéroport avait à l'origine une piste non goudronnée de 3km de long, avec 21 vols vers Addis-Abeba, 4 vers Shire et 2 vers Humera par semaine.

## Compagnies aériennes et destinations
Ethiopian Airlines desservait auparavant d'autres villes, mais en raison de la guerre du Tigré, la liaison a cessé. Elle ne dessert que Addis-Abeba avec une fréquence de 3 vols par jour.
| Compagnies aériennes | Destinations                              |
| -------------------- | ----------------------------------------- |
| Ethiopian Airlines   | Addis-Abeba, Aksoum, Humera, Indaselassie |

Actualisé le 17/11/2023

## Incidents
Le 22 août 1982, le Douglas DC-3 ET-AHP d'Ethiopian Airlines a été endommagé de manière irréparable lors d'un accident au décollage.

## Situation
| \| 100 km1:14 593 000 \| Jimma Diré Dawa Addis-Abeba Mekele Arba Minch Asosa Aksoum Dar Kombolcha Gambela Gode Gondar Humera Jijiga Kebri Dahar Lalibela Robe Semera Shire |
| 100 km1:14 593 000 |